# Monte Johnson
Monte Johnson é um ex-jogador profissional de futebol americano estadunidense

## Carreira
Monte Johnson foi campeão da temporada de 1976 da National Football League jogando pelo Oakland Raiders.